# 이란 육군
이란 육군은 이란 국방부 산하에 있는 군사기관 중 하나이며, 지상 방위를 책임지고 있다.

## 같이 보기
- 이란 공군
- 이란 해군
- 이란 혁명수비대